# Arreigada
Arreigada is een plaats (freguesia) in de Portugese gemeente Paços de Ferreira en telt 2117 inwoners (2001).